# Blood Deep
Blood Deep è un film del 2005 diretto da Todd S. Kniss.

## Trama
Nel 1979 un ragazzo scompare misteriosamente. Venticinque anni dopo Kate e Will tornano nella loro città natale per annunciare il loro fidanzamento al loro vecchio gruppo di amici. Nel corso di una festa uno degli invitati, sotto ipnosi, confessa di aver commesso un delitto...